# Марко Матераци
Марко Матераци (на италиански: Marco Materazzi) е италиански футболист, носител на Световната купа с Националния отбор на Италия от Световното първенство по футбол в Германия през 2006 г. Играещ треньор на индийския ФК Ченай.

## Биография
Матераци играе като централен защитник. Благодарение на внушителните си габарити (193 см. и 92 кг.) Марко се справя много добре със своите задачи и е трудно пробиваема преграда пред противниковите нападатели. Матераци стана особено известен след финала на Световното първенство в Германия, когато първо отбеляза гол с глава, за да изравни резултата, след като Зинедин Зидан бе открил от дузпа, а след това провокира гениалния французин с обиди по адрес на сестра му. Вследствие на тези реплики Зидан удари с глава Матераци в гърдите и бе изгонен.